# Exposición Internacional de Roma (1953)
La Exposición Especializada de Roma de 1953 fue regulada por la Oficina Internacional de Exposiciones y tuvo lugar de junio a octubre de dicho año en la ciudad italiana de Roma. Esta exposición especializada tuvo como tema la agricultura y tuvo una superficie de 1.900.000m² al aire libre y 120.000 m² bajo techo. La candidatura de la muestra se presentó el 25 de noviembre de 1952.